# Umweltministerium (Ruanda)
Das ruandische Umweltministerium (englisch Ministry of Environment) ist eines der Ministerien der Regierung Ruandas. Es ist die oberste für den Natur- und Umweltschutz, Wetter- und Klimainformationen sowie Landmanagement zuständige Behörde des Landes. Umweltministerin ist Stand Juni 2024 Valentine Uwamariya und Minister of State Claudine Uwera. Der Hauptsitz des Ministeriums befindet sich im Distrikt Nyarugenge in Kigali.

## Organisation

### Minister
- 31. August 2017 bis November 2019: Vincent Biruta[3]
- November 2019 bis 12. Juni 2024: Jeanne d'Arc Mujawamariya[4]
- 12. Juni 2024 bis Juli 2025: Valentine Uwamariya[1]
- seit Juli 2025: Bernadette Arakwiye[5]

### Abteilungen
Das Umweltministerium teilt sich in fünf Abteilungen mit folgenden Aufgabenbereichen:
- Umwelt und Klimawandel
- Klima- und Wetterinformation
- Forstwirtschaftliches Ressourcenmanagement für Wirtschaftswachstum
- Landmanagement, Planung und Nutzung
- Nachhaltige Nutzung der Wasserressourcen

### Untergeordnete Behörden und Unternehmen
Zu den Behörden und staatlichen Unternehmen unter dem Umweltministerium zählen:
- Rwanda Environment Management Authority (REMA) – staatliche Umweltbehörde
- Rwanda Forestry Authority (RFA) – staatliche Forstbehörde
- Rwanda Meteorology Agency – staatlicher Wetterdienst
- National Land Authority (NLA)
- FONERWA

## Kooperationen
Am 5. Oktober 2021 unterzeichnete das Umweltministerium ein Memorandum of Understanding mit dem Finnish Meteorological Institute zur Zusammenarbeit auf den Gebieten Meteorologie, Klimatologie und Luftqualität.